# کلادروبی (ناحیه تاخوف)
کلادروبی (به چکی: Kladruby) یک منطقهٔ مسکونی و شهرستان دارای شهرک سابقاً روستا در جمهوری چک است که در ناحیه تاخوو واقع شده‌است. کلادروبی ۱٬۵۰۰ نفر جمعیت دارد.